# 睡吧，親愛的，睡吧
睡吧，親愛的，睡吧是一首以風笛演奏的傳統蘇格蘭哀嘆調，獲選為英女王伊莉莎白二世葬禮上演奏的輓歌之一。該曲改編自蘇格蘭童謠，描述一名經歷了漫長而艱難的戰爭後的士兵，並以此隱喻死亡或勝利後應得的休息。

## 英女王葬禮
2022年9月19日，英女王伊莉莎白二世於西敏寺舉行國葬儀式，並以輓歌睡吧，親愛的，睡吧作為葬禮的結束。
歌曲由伊莉莎白二世生前的第十七位御用風笛手、來自皇家蘇格蘭兵團的保羅·伯恩斯准尉負責演奏，他由2021年起接任御用風笛手職務，並在每天早上於女王的窗外吹奏風笛喚醒她。伯恩斯一邊演奏一邊向西敏寺教堂外走去，象徵著國葬儀式的終結，女王的靈柩則在隨後啟程前往聖喬治禮拜堂。

## 流行文化
睡吧，親愛的，睡吧也是電視劇《王冠》最後一集的標題名稱。該集描繪伊莉莎白二世規劃她本人的葬禮，以及查爾斯王子和卡蜜拉·帕克·鮑爾斯的婚禮。在劇中，伊莉莎白二世為其葬禮選擇適合的音樂時，讓風笛手推薦其認為最美麗的輓歌，並最終選擇睡吧，親愛的，睡吧在葬禮上演奏。該集最後則為風笛手在空無一人的聖喬治禮拜堂中奏響睡吧，親愛的，睡吧，女王在音樂中獨自回顧自己的一生，並看見過去的自己和她自己的靈柩，隨後伴隨著該曲走出聖喬治禮拜堂，以此為全劇畫上句號。